# Märkische Heide
Märkische Heide est une commune de Brandebourg (Allemagne), située dans l'arrondissement de Dahme-Forêt-de-Spree.

## Géographie

### Communes limitrophes
| Unterspreewald     | Storkow         | Tauche                  |
| Schlepzig          | Märkische Heide | Schwielochsee (commune) |
| Lübben (Spreewald) | Neu Zauche      | Spreewaldheide          |

## Démographie

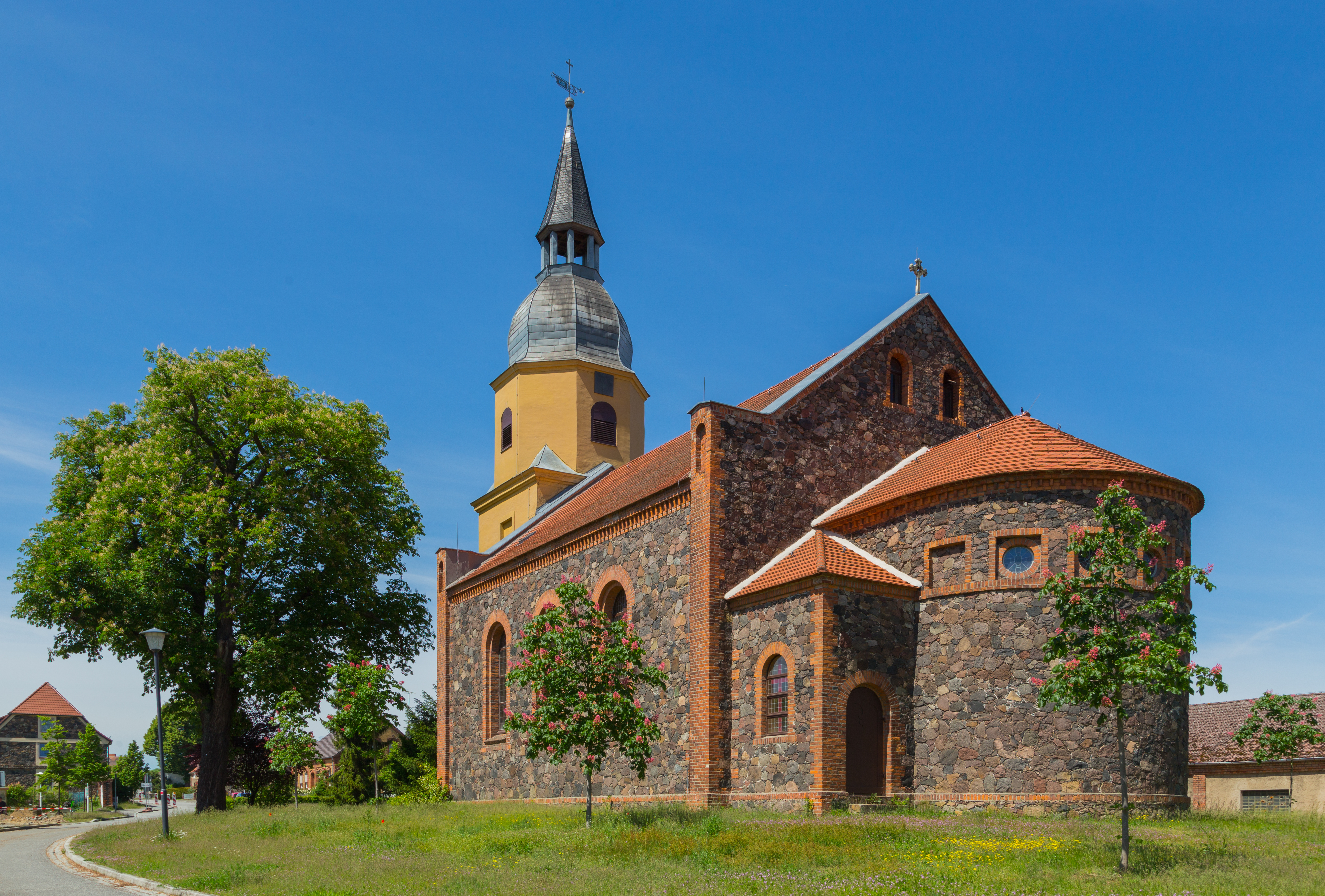
Église du village luthérien à Groß Leuthen, quartier de Märkische Heide. Mai 2019.

- Développement de la population dans les limites actuelles. -- Ligne bleue : population ; ligne pointillée : comparaison avec le développement de Brandebourg. -- Fond gris : période du régime nazi ; fond rouge : période du régime communiste.
- Évolution recente (ligne bleue) et prévisions sur l'effectif de résidents.

| Année | Population |
| ----- | ---------- |
| 1875  | 6 257      |
| 1890  | 6 070      |
| 1910  | 5 747      |
| 1925  | 5 511      |
| 1933  | 5 279      |
| 1939  | 5 064      |
| 1946  | 8 101      |
| 1950  | 7 730      |
| 1964  | 6 031      |
| 1971  | 5 870      |

| Année | Population |
| ----- | ---------- |
| 1981  | 5 347      |
| 1985  | 5 193      |
| 1989  | 5 184      |
| 1990  | 5 134      |
| 1991  | 5 062      |
| 1992  | 5 148      |
| 1993  | 5 145      |
| 1994  | 4 984      |
| 1995  | 4 989      |
| 1996  | 4 977      |

| Année | Population |
| ----- | ---------- |
| 1997  | 4 981      |
| 1998  | 5 000      |
| 1999  | 4 975      |
| 2000  | 4 980      |
| 2001  | 4 946      |
| 2002  | 4 899      |
| 2003  | 4 841      |
| 2004  | 4 772      |
| 2005  | 4 760      |
| 2006  | 4 684      |

| Année | Population |
| ----- | ---------- |
| 2007  | 4 585      |
| 2008  | 4 464      |
| 2009  | 4 396      |
| 2010  | 4 313      |
| 2011  | 4 137      |
| 2012  | 4 067      |
| 2013  | 4 002      |
| 2014  | 3 989      |
| 2015  | 3 954      |
| 2016  | 3 915      |

| Année | Population |
| ----- | ---------- |
| 2017  | 3 880      |
| 2018  | 3 893      |
| 2019  | 3 894      |
| 2020  | 3 904      |

Les sources de données se trouvent en détail dans les Wikimedia Commons.

## Personnalités liées à la ville
- Hans von Gronau (1850-1940), général né à Alt Schadow.